# 黄明山
黄明山（1960年6月—），中国湖北作家。生于潜江市国营总口农场瓦庙大队。曾任职于市群众艺术馆，后任市文联副主席、作协主席等职。著有《檐雨》、《立交桥》、《钢琴与排箫》等诗集，以及《寒冷的味道》、《墨绿的地平线》等散文集。曾获中国人口文化奖、人民文学优秀作品奖等。其散文多用韵脚，具有复调音乐式的结构。